# Pianowo-Daczki
Pianowo-Daczki – wieś sołecka w Polsce położona w województwie mazowieckim, w powiecie nowodworskim, w gminie Nasielsk.
Administracyjne Pianowo-Bargły i Pianowo-Daczki tworzą sołectwo Pianowo.
| SIMC    | Nazwa           | Rodzaj    |
| ------- | --------------- | --------- |
| 0120448 | Pianowo-Folwark | część wsi |
| 0120454 | Pianowo-Pątki   | kolonia   |

W latach 1975–1998 miejscowość administracyjnie należała do województwa ciechanowskiego. 
Historia Pianowa ściśle związana jest z dziejami miasta Nasielsk (wzmianka w Falsyfikacie Mogileńskim z 1065 roku). W literaturze ziemie pianowskie można odszukać w opowiadaniu "Rozdziobią nas kruki, wrony" - Stefana Żeromskiego, gdzie tematem jest wątek powstania styczniowego - ukazanie śmierci powstańca na ziemiach pod Nasielskiem.